# Marcel Maeyer
Marcel Maeyer (* 23. Juli 1920 in Sint-Niklaas; † 6. Oktober 2018) war ein belgischer Kunsthistoriker und Maler.

## Leben und Werk
Marcel Maeyer begeisterte sich schon als Kind für Malerei und wurde von seinem Onkel, dem Maler Alfons Proost (1880–1957) unterrichtet. Sein Vater betrieb einen Friseursalon. 1944 lernte Marcel Meyer seine Frau kennen. Maeyer studierte Kunstgeschichte an der Universität Gent. Er war als Konservator am Königlichen Museum der Schönen Künste in Antwerpen tätig. Fotos sind die Basis seiner Malerei. Eigene Malereien entstehen während seiner Zeit als Mitarbeiter des Museums. In den 1960er Jahren erhielt er eine Professur für Kunstgeschichte an der Reichsuniversität Groningen. Anschließend widmete Maeyer sich ausschließlich der Malerei.
Marcel Maeyer stellte unter anderem auf der Biennale di Venezia (1976), der Biennale von São Paulo (1979) und auf der Documenta IX in Kassel (1992) aus. Umfangreiche Einzelausstellungen fanden im Museum van Hedendaagse Kunst Antwerpen (1997) und im Königlichen Museum der Schönen Künste in Antwerpen (2009) statt.
Er starb am 6. Oktober 2018, weniger als 3 Monate nach dem Tod seiner Ehefrau.